# Homosassa
Homosassa é uma Região censo-designada localizada no estado americano de Flórida, no Condado de Citrus.

## Demografia
Segundo o censo americano de 2000, a sua população era de 2294 habitantes.

## Geografia
De acordo com o United States Census Bureau tem uma área de
21,7 km², dos quais 20,6 km² cobertos por terra e 1,1 km² cobertos por água. Homosassa localiza-se a aproximadamente 0 m acima do nível do mar.

## Localidades na vizinhança
O diagrama seguinte representa as localidades num raio de 24 km ao redor de Homosassa.